# قانون جيب التمام للامبرت
في البصريات، قانون جيب التمام للامبرت (بالإنجليزية: Lambert's cosine law)‏ هو قانون ينص على أن الشدة الإشعاعية أو الشدة الضيائية في مساحة ما تتناسب مع الجيب التمام للزاوية المكونة من المتجه العمودي على هذه المساحة من جهة، ومن متجهة تربط مصدر الضوء بنقطة من نقط المساحة من جهة أخرى.
سُمي هذا القانون هكذا نسبة إلى العالم السويسري يوهان هاينغيش لامبرت. جاء في كتاب له نشره عام 1760 وعنوانه فوتوميتريا.
|  |
|  |

{\displaystyle F_{tot}=\int \limits _{0}^{2\pi }\,\int \limits _{0}^{\pi /2}\cos(\theta )I_{max}\,\sin(\theta )\,\operatorname {d} \theta \,\operatorname {d} \phi }
{\displaystyle =2\pi \cdot I_{max}\int \limits _{0}^{\pi /2}\cos(\theta )\sin(\theta )\,\operatorname {d} \theta }
{\displaystyle =2\pi \cdot I_{max}\int \limits _{0}^{\pi /2}{\frac {\sin(2\theta )}{2}}\,\operatorname {d} \theta }
إذن
{\displaystyle F_{tot}=\pi \,\mathrm {sr} \cdot I_{max}}
حيث {\displaystyle \sin(\theta )} هو المحددة الجاكوبية.